# Nicole Besso
Pour les articles homonymes, voir Besso (homonymie).
Nicole Besso (née Langlade le 31 janvier 1946 à Saint-Junien et morte le 27 septembre 2011) est une athlète française, spécialiste du lancer du javelot.

## Biographie
Elle est sacrée championne de France du lancer du javelot en 1977 et 1978.
Son record personnel au lancer du javelot est de 51,62 m (1977).